# Прав камин
Прав камин (Прав каминь) е мегалитно светилище, разположено на около 500 m северно от скално-култовия комплекс Градище, село Долно Дряново, община Гърмен, България.

## Откритие
Светилището е открито през 2005 година от Тодор Узунов („САТО“ - Сдружение за опазване паметници на културата), който две години по-късно през 2007 г. прави рисунки и подава информация за обекта в Инспектората към МК. Местоположението на обекта не е разгласявано публично няколко поредни години. Сдружение „САТО“ взема такова решение поради невъзможността обектът да се охранява от иманярски набези. Независимо от тези усилия след публикации в пресата са регистрирани няколко подобни посегателства.

## Описание и особености
Светилището представлява мегалитно съоръжение от монолитни каменни блокове разположени в три обособени групи. Първата група представлява естествено ситуирани отляво и дясно каменни блокове, образуващи своеобразен подход - дромос, Той води към втората група, която се състои от П-образно разположени блокове, с отвор-проход от 0.60 м., който играе основна роля в провеждането на ритуала и ориентиран в посока - Изток.
След „преминаването“ се излиза на каменна площадка с естествен насип от 0.30 m хумус, образувал се вероятно след излизането на съоръженията от употреба. От лявата страна на площадката се намира импозантен мегалитен блок, също ориентиран на изток с обща височина около 3.80 m. По средата, откъм лицевата му част се наблюдават видими, високи следи от обгаряния, вероятно следствие от обредна дейност.
Според Узунов, този блок не е природен феномен за разлика от многото други примери в страната, а е умишлено, вторично оформен във форма на човешка глава. Видимо наподобени са очи и уста, а за нос е използвана естествена извивка в скалата. Други естествени извивки в горната част на мегалитния блок са оформени като своеобразна шапка, която според Узунов завършва с характерната „кирбазия“ - известна още като фригийска шапка, достатъчно популярна от формата на бронзовите шлемове от с. Плетена, Ковачевица и Сатовча.. В долната част на блока е оформен пиедестал. Вторичната намеса върху скалата се потвърждава от оскъдното количество скален лишей в местата където е обработвана тя - лишеят се възстановява изключително трудно след разрушаване на биологичната му среда.
Според него обектът е неделима част от комплексът „Градище“ и е негова най-горна точка. Прокарването на модерен път помежду им ги отделя, но те всъщност имат за основа един и същи скален хребет. Той свързва мегалитът с извършване на ритуали по пречистване, като във връзка с откритата на терена керамика определя неговото начало във времето на енеолита и допълнително конструктивно допълване във времето на ранножелязната епоха. Обредния характер е подкрепен от наличието на ями за приношение върху П-образната скална група, както и част от хромел за стриване на зърно, разкрит на повърхността след иманярските набези., което говори, че тези ритуали са били извършвани на място.

## Указания за местоположението
Обектът Прав камин е изключително лесно достъпен. Той се намира на около 250 метра вляво от автомобилния път Гърмен - Сатовча, малко след село Долно Дряново,
точно над Ландшафтно-историческия парк Градище. Прав камен (Прав каминь, м.н.) се намира непосредствено вляво на стария път между селата Долно Дряново и Долен. На главния път, вляво има билборд и няколко указателни табели за мястото поставени по дърветата край пътя.